# Barbote (armadura)

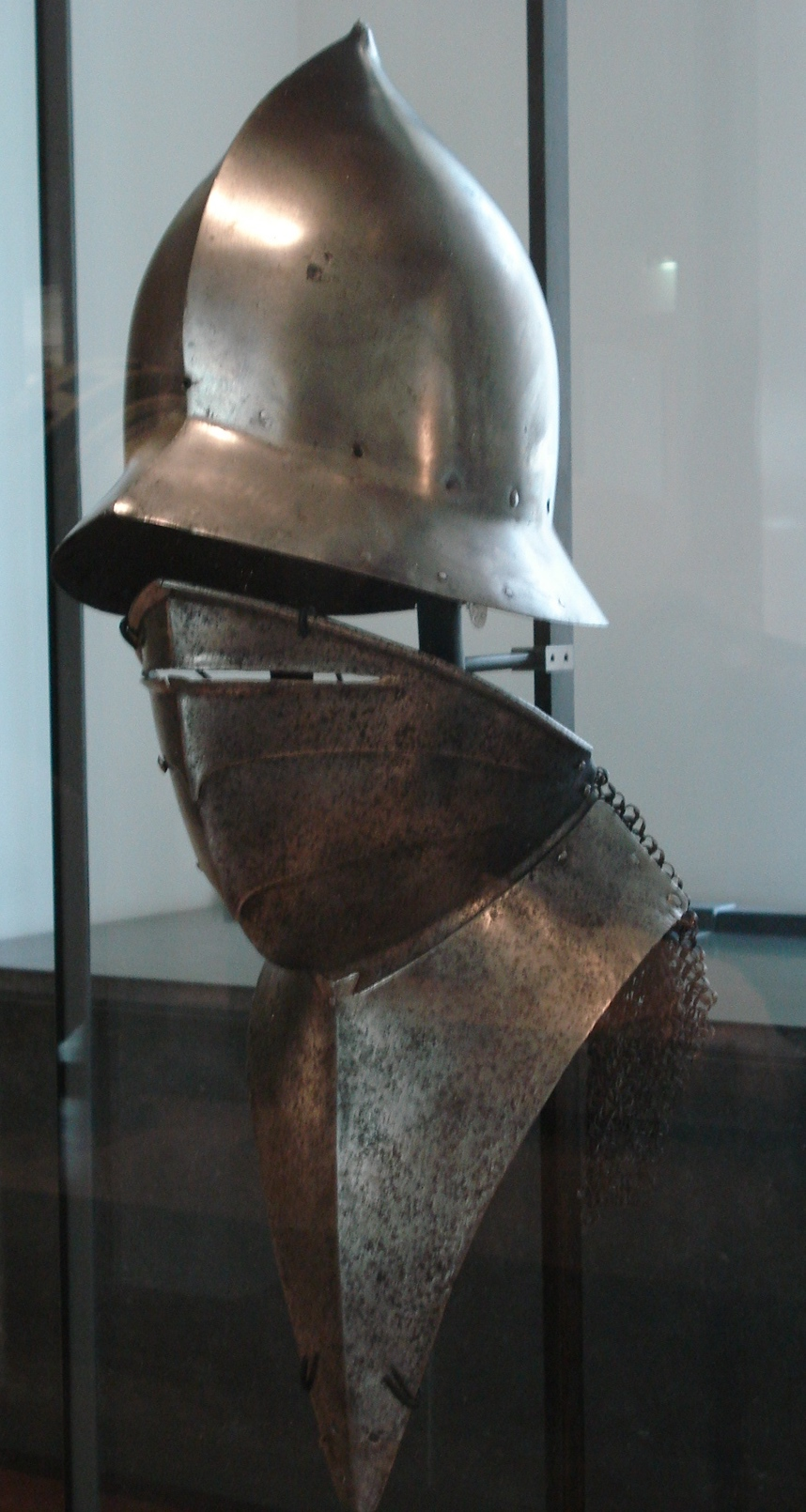
Capillo de hierro y barbote. Obra realizada en Calatayud (Aragón) hacia 1470. Museo de los Inválidos (París).

El barbote es una de las piezas de la armadura que se unía al casco y servía para resguardar la parte inferior de la cara, es decir, la boca, barba y mandíbulas. Recibió también los nombres de babera, baberol, barberol, barbera, babador, barbique, baberón, barbete y guardapapo.

## Historia
Se empezó a usar a mitad del siglo XIV con objeto de que sirviera de sostén al bacinete que se torcía a uno u otro lado por un movimiento brusco o un golpe, por no tener apoyo sobre los hombros.
El barbote solía ir unido por su parte inferior a una o varias láminas de hierro que formaban la gola. Hacia 1380 se le añadió la gorguera o gorguerín, que mediante correas se sujetaba al coselete y al espaldar. Por la parte superior y cayendo sobre el barbote iba la visera, que protegía los ojos, nariz y mejillas del hombre de armas.
Posteriormente, se aplicó el barbote al yelmo, almete, borgoñota, etc. También formaba una pieza aparte que se unía a la gola. 
En España se unió con frecuencia sobre los almetes de «pico de gorrión» en los siglos XV y XVI, adquiriendo grandes dimensiones, pues se prolongaba por delante sobre el pecho hasta mitad del peto, al que sujetaba para prestar mayor sujeción al casco de torneo.
Para la guerra se usaban barbotes sujetos al casco por una correa rodeada al cuello.
El gran tamaño del barbote usado en el siglo XVI en los almetes españoles hizo que se designara con el nombre de baberón. A principios del siglo XVI empezaron a reducirse sus dimensiones para que resultara menos pesado y embarazoso.
En la Armería Real de Madrid se guardan ejemplares de barbotes españoles y alemanes.